# Я милого узнаю по походке
«Я ми́лого узна́ю по похо́дке…» («В Париж он больше не вернётся», «Панама») — русская песня неизвестного авторства.
По всей видимости, песня «отпочковалась» от известного романса «Зачем тебя я, милый мой, узнала?», сочинение которого приписывается композитору Александру Дюбюку на слова неизвестного автора, и стала бытовать как оригинальная песня. Мелодия первых строк песни и романса практически совпадает, там и там тема разлуки любимых, и эта разлука отражается многими общими словами (но в отличие от песни «Я милого узнаю по походке» имеет счастливую развязку).
В 1913 году вышла пластинка Дмитрия Ершова-Ростана (Дмитрия Ростанова) с песней «Скоро милая уедет», авторство которой указано как народное.
Широкую известность песня получила, когда популярный певец Юрий Морфесси стал записывать свой репертуар на граммофонные пластинки (с 1912 года).
Однако с приходом советской власти песня попала в опалу: жанр жестокого романса отныне не приветствовался. Вне сцены песня ещё исполнялась, но со временем была забыта.
Однако среди русских эмигрантов песню не забыли. Цыганский певец Алёша Димитриевич артистизмом и прекрасным голосом вдохнул в песню новую жизнь. Он исполнял песню для русскоязычной публики в Париже, где жил с 1960 года.
Во время пребывания за границей Владимир Высоцкий услышал эту песню в исполнении Димитриевича и включил в свой репертуар. Песню исполняли Майк Науменко, Любовь Успенская и многие другие. Вариант Аллы Баяновой сильно отличается от «канонического», что следует объяснять тем, что этот вариант бытовал в СССР, и не восходит к Алёше Димитриевичу.
Новая волна популярности песни началась после того, как она появилась в телефильме «Старые песни о главном» в 1995 году в исполнении Гарика Сукачёва.